# Болган
Бо́лган — прикордонне село в Україні, у Студенянській сільській громаді Тульчинського району Вінницької області. Населення становить 1082 осіб. Відстань до Піщанки становить близько 15 км і проходить автошляхом Т 0225.
Поблизу села розташований міжнародний автомобільний пункт пропуску з Молдовою (так званим Придністров'ям) Болган—Хрустова. На території села знаходяться 4 млина, які побудовані ще за часів панщини.

## Походження назви
Село назване на честь великого каменя на березі річки Кам'янка — Болгана. Болган - тюркське ім'я, означає "той, що досяг успіху".

## Історія
7 (20) листопада 1917 року, відповідно до Третього Універсалу Української Центральної Ради, увійшло до складу Української Народної Республіки.
12 червня 2020 року, відповідно до Розпорядження Кабінету Міністрів України  № 707-р «Про визначення адміністративних центрів та затвердження територій територіальних громад Вінницької області», увійшло до складу Студенянської сільської громади.
19 липня 2020 року, в результаті адміністративно-територіальної реформи та ліквідації Піщанського району, село увійшло до складу Тульчинського району.

## Населення
Згідно з переписом УРСР 1989 року чисельність наявного населення села становила 1558 осіб, з яких 710 чоловіків та 848 жінок.
За переписом населення України 2001 року в селі мешкало 1338 осіб.

### Мова
Розподіл населення за рідною мовою за даними перепису 2001 року:
| Мова       | Відсоток |
| ---------- | -------- |
| українська | 99,18 %  |
| російська  | 0,67 %   |
| молдовська | 0,15 %   |

## Церква
Церква збудована у 1732 р. на горі на північ від каменю Болган. Зруйнована татарами у 1757 році. Нову дерев'яну одноверху церкву було побудовано 1757 року на новому місці, на південь від каменя Болган. У 1901 році вона вже не використовувалась, її збирались розібрати.
Село славиться також кам'яною церквою Різдва Богородиці, яка збудована у 1877–1888 рр.

## Природно-заповідний фонд
На околиці села знаходяться ландшафтні заказники місцевого значення Вище школи, Урочище Біля вапняків та ботанічний заказник місцевого значення Урочище Кікеї

## Видатні мешканці села
- 30 січня 1910 р. тут народився поет Білоус Василь Тимофійович, книжка поезій «Ритми зраненого серця», вид. «Сучасний письменник», К., 2009 р.
- Калина Стадник, майстер ремесла плетіння з соломи та інших підручних матеріалів.

## Галерея

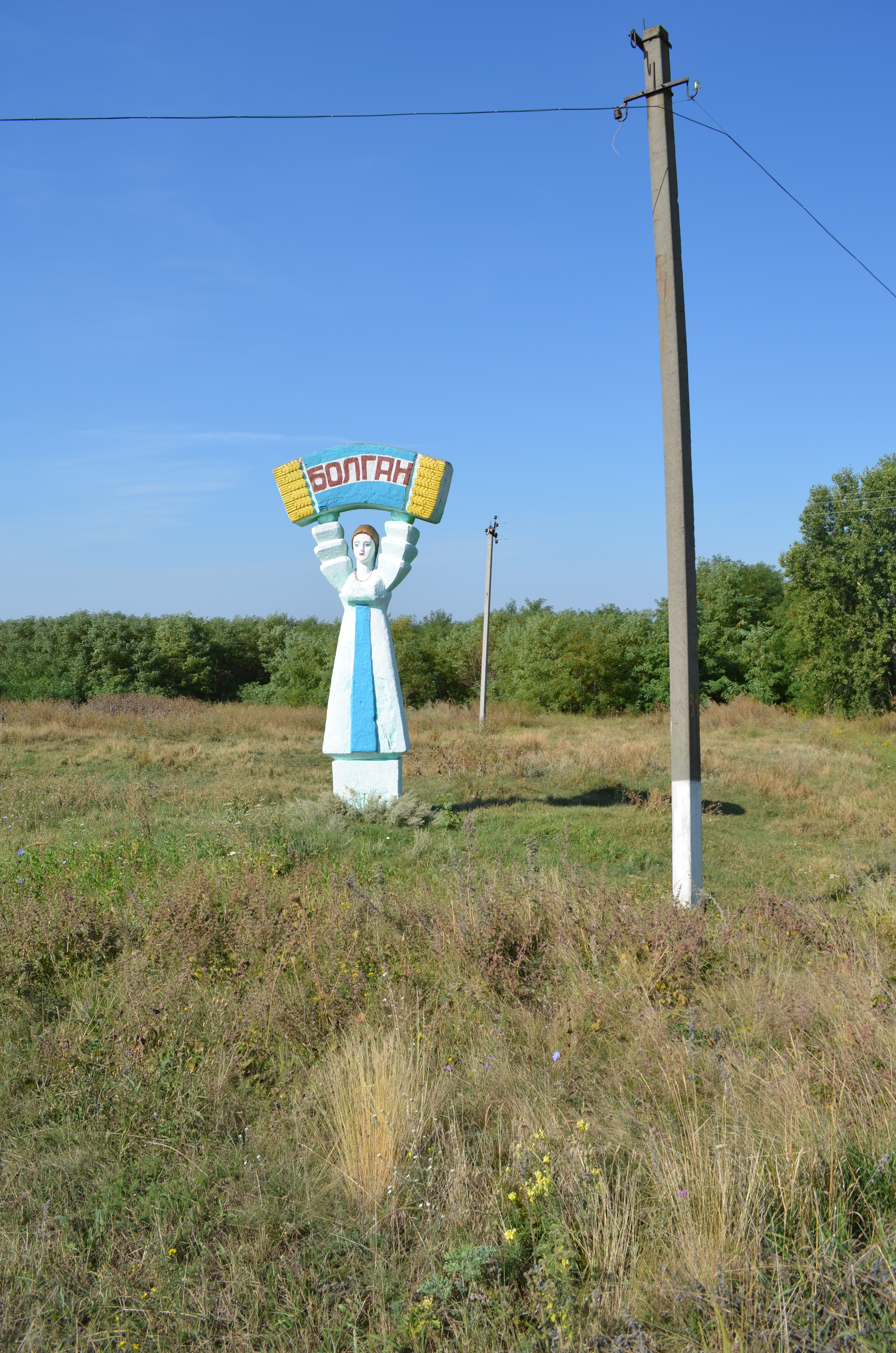
В'їзд до села
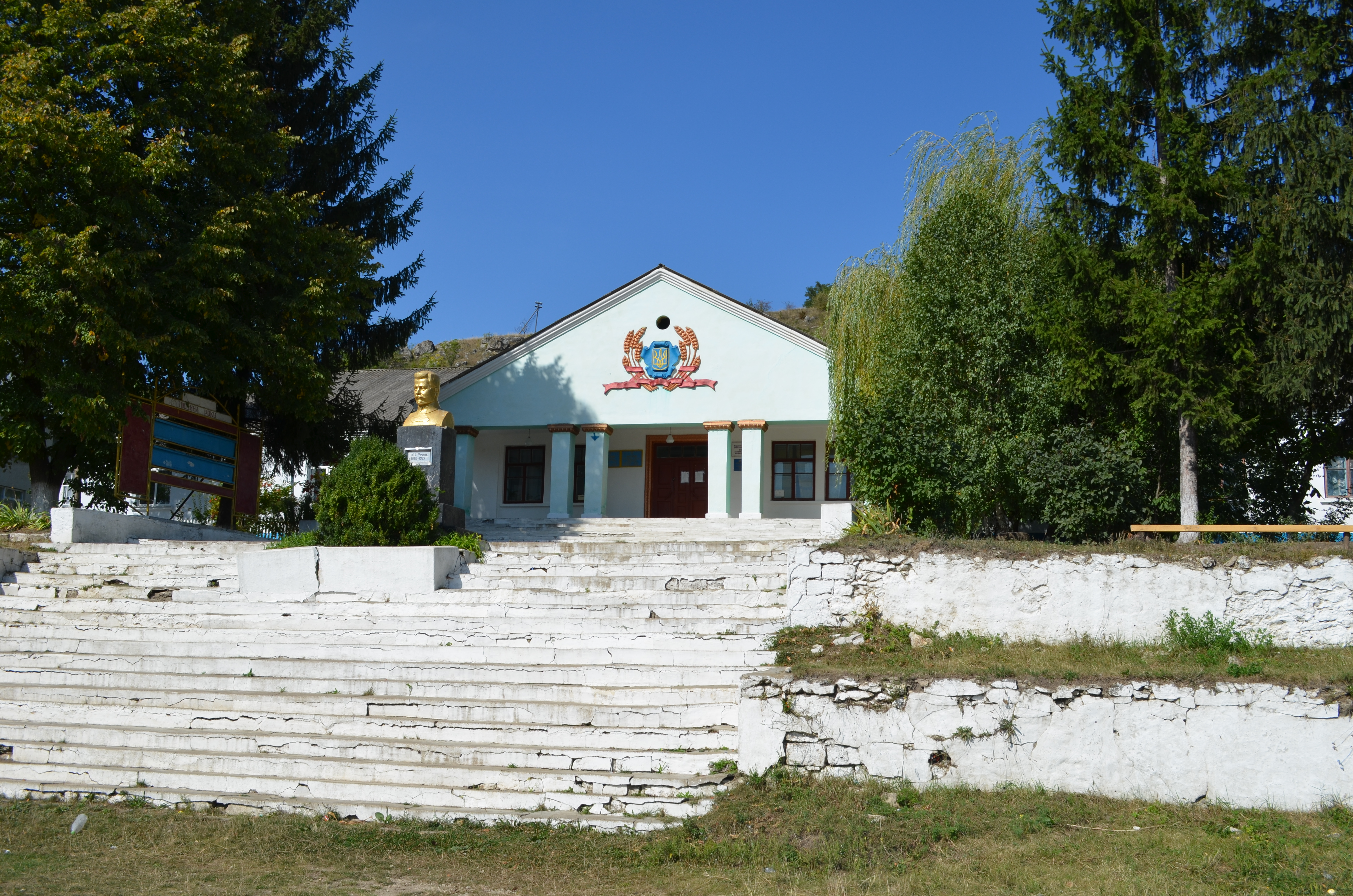
Сільська рада
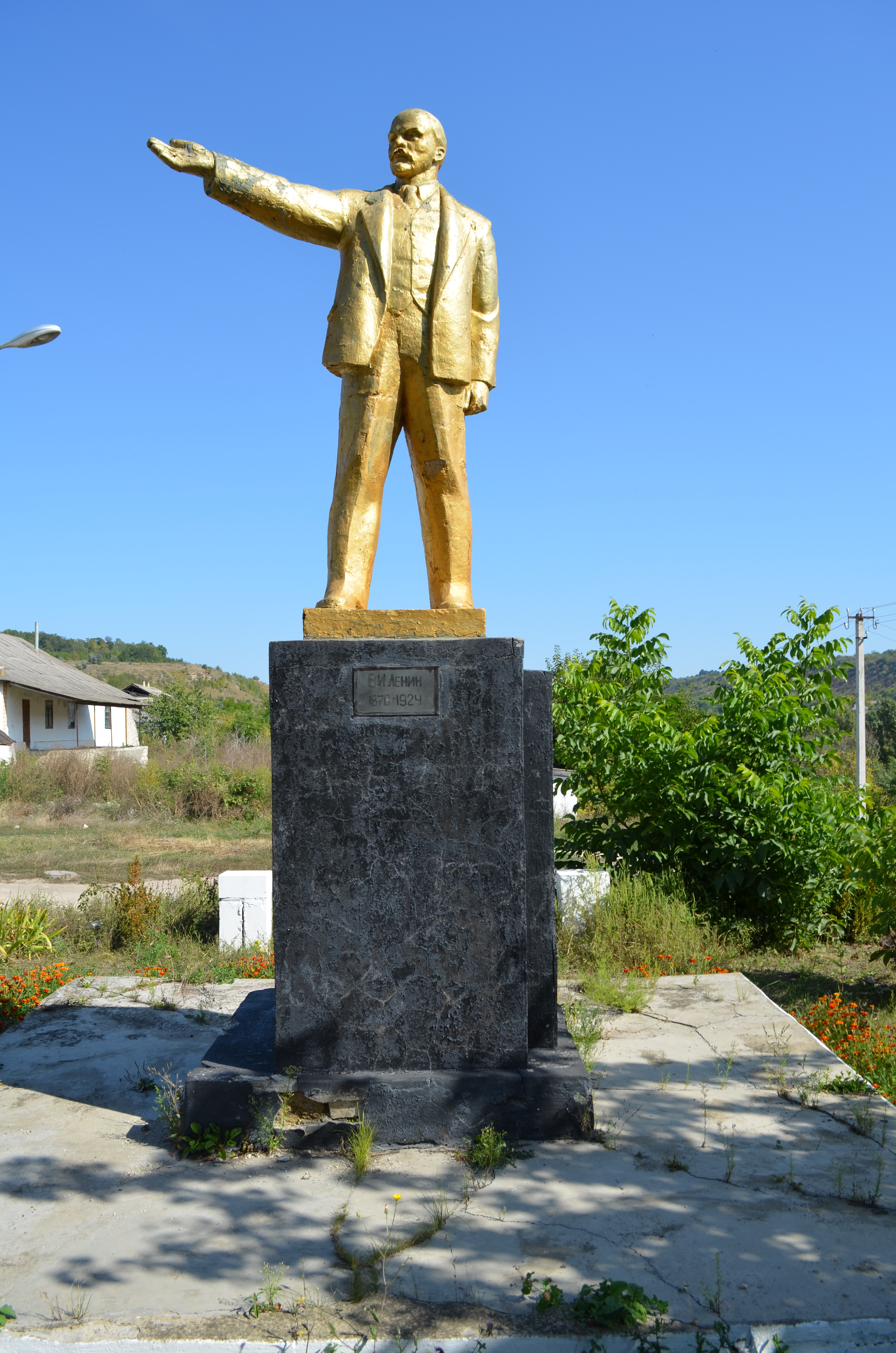
Пам'ятник Леніну
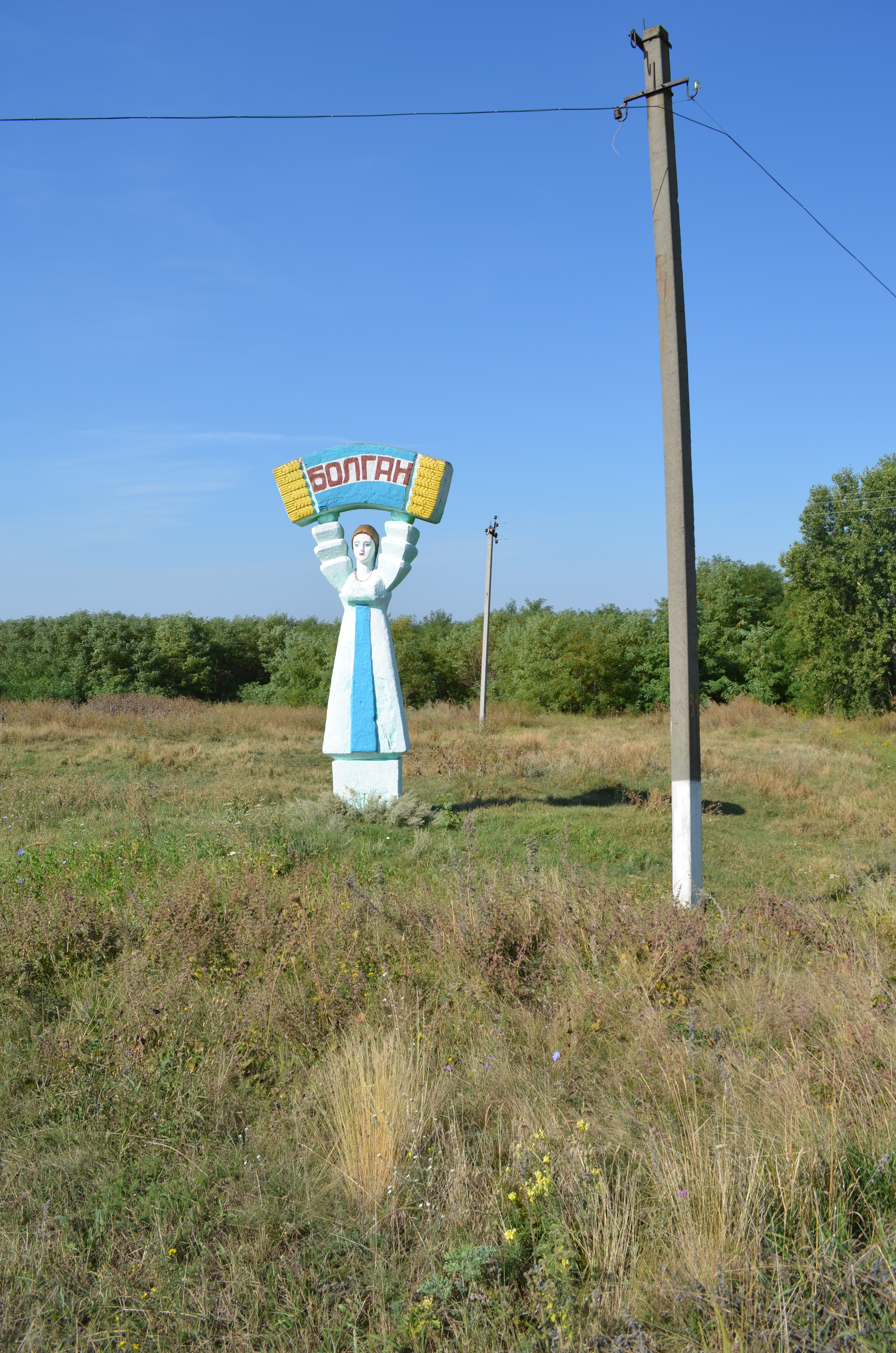
Пам'ятник Фрунзе
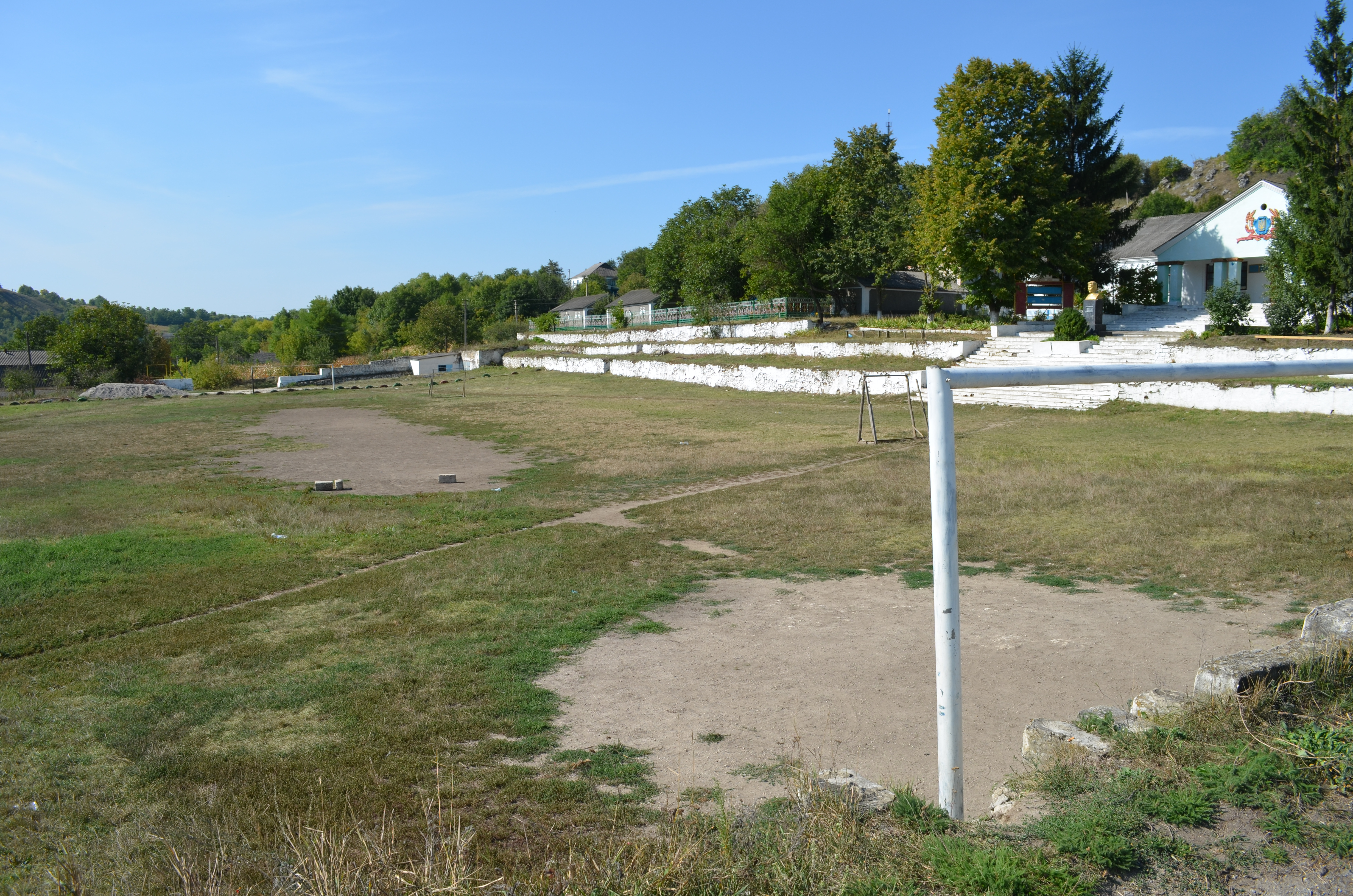
Спортивний майданчик
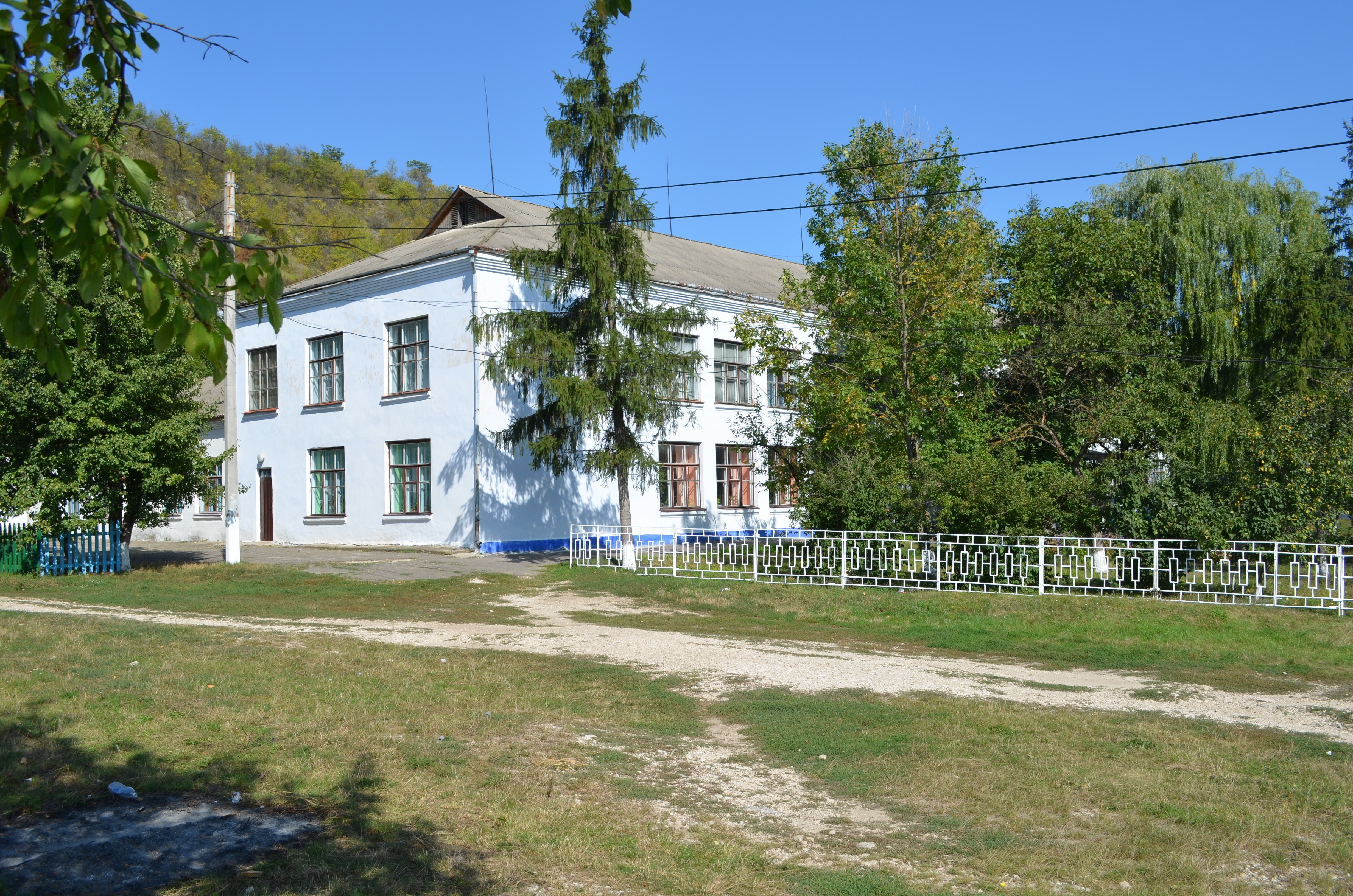
Школа
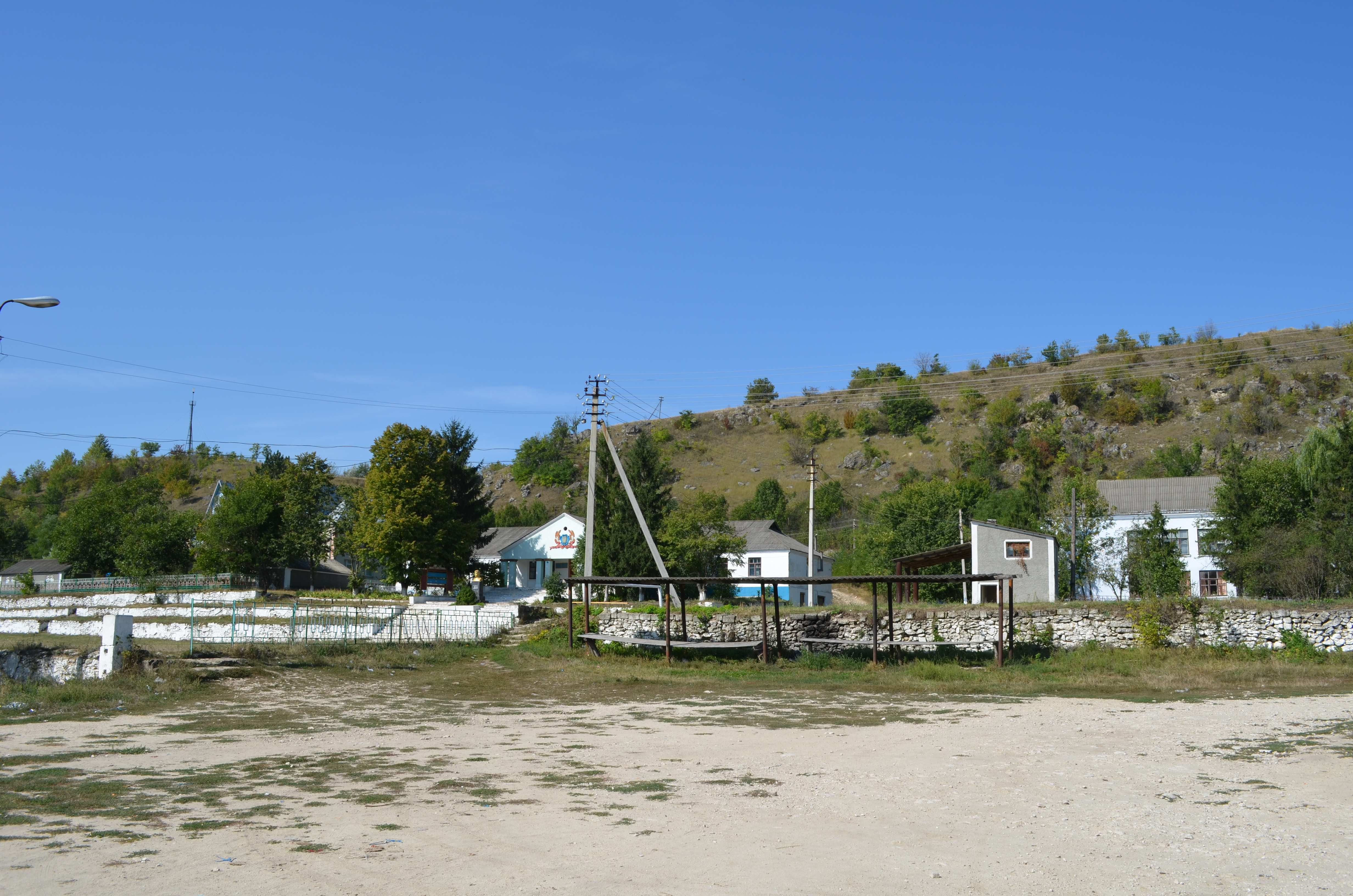
Центр села
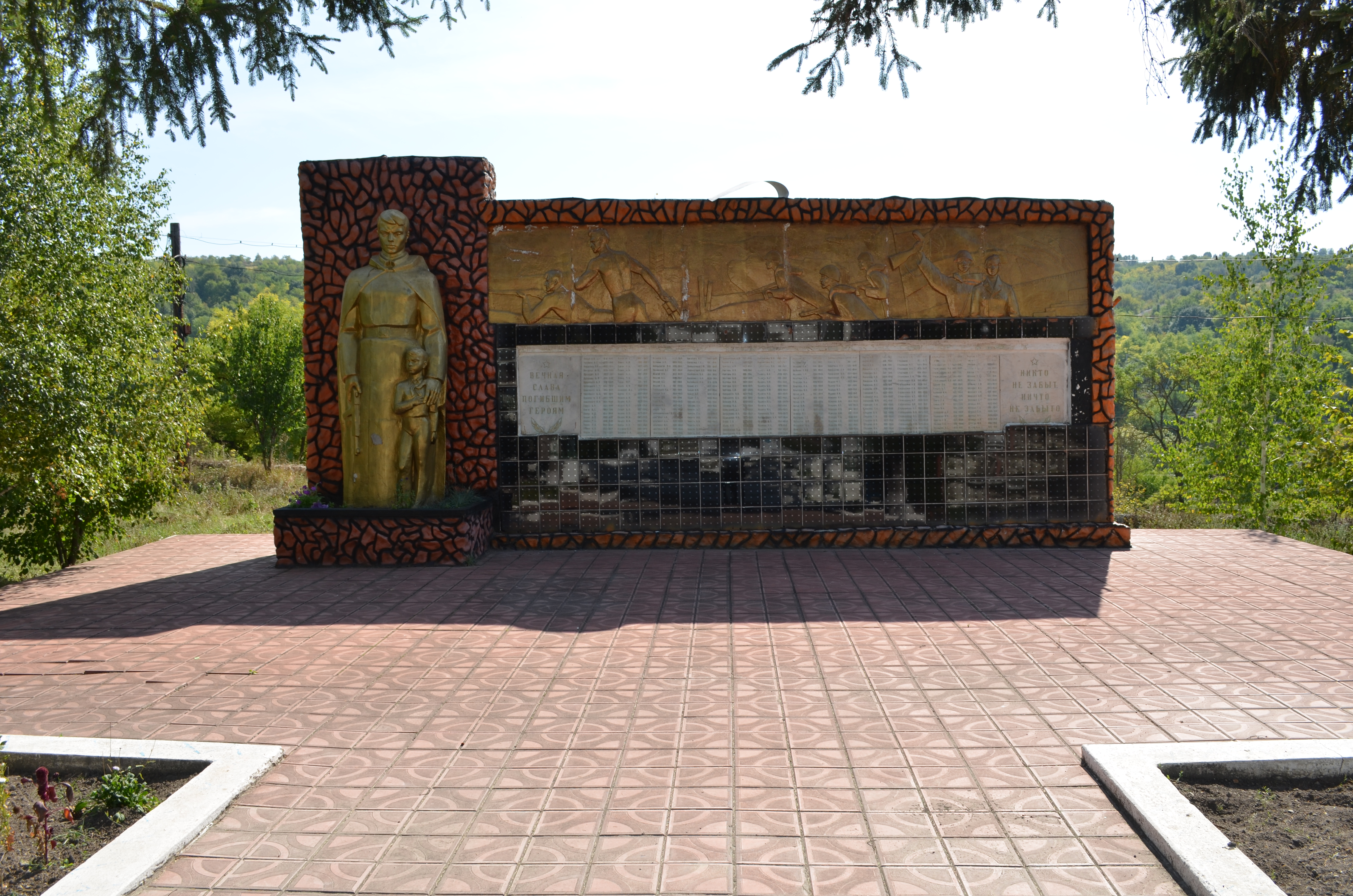
Пам'ятник воїнам-односельчанам
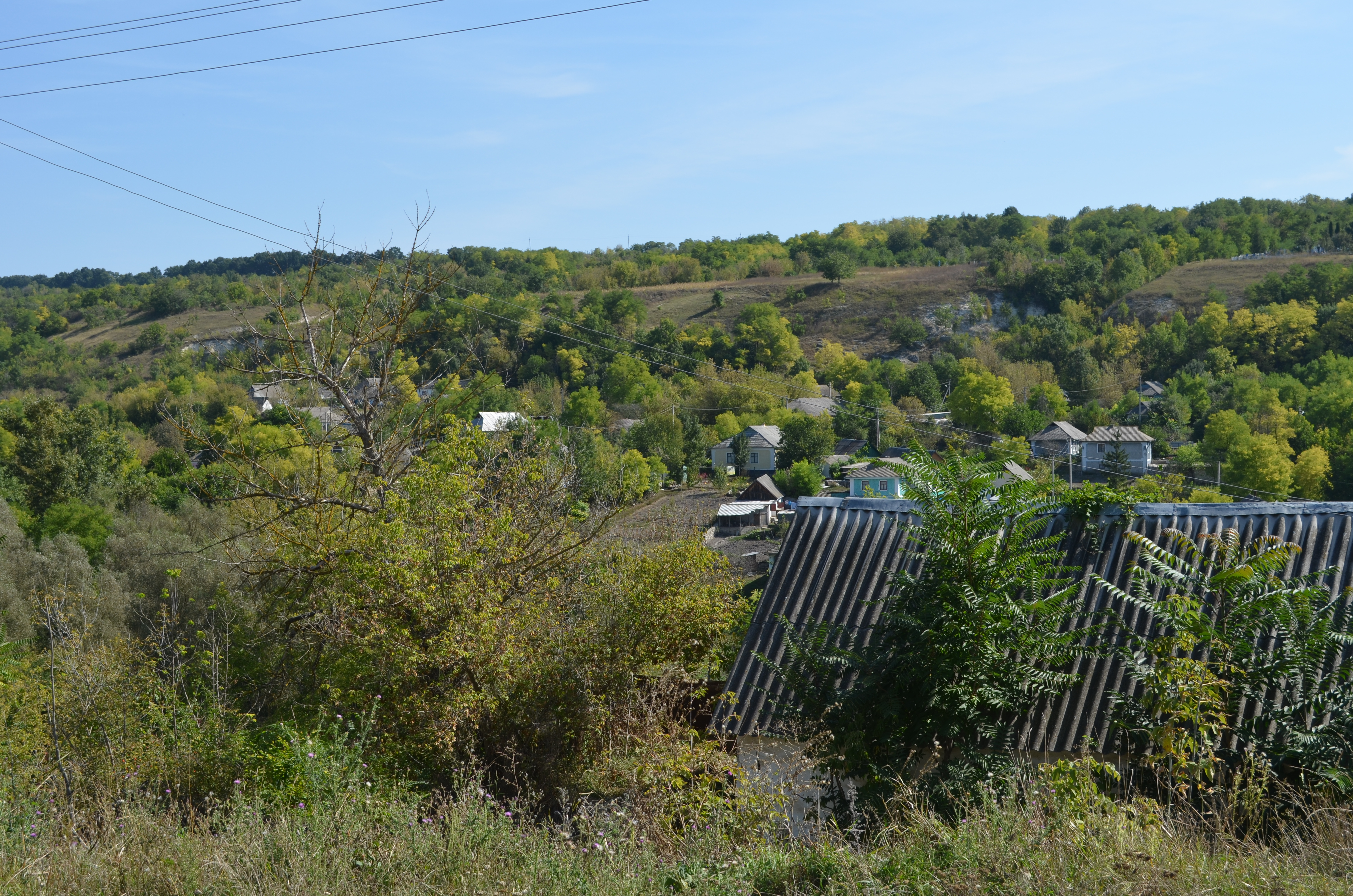
Вид на село
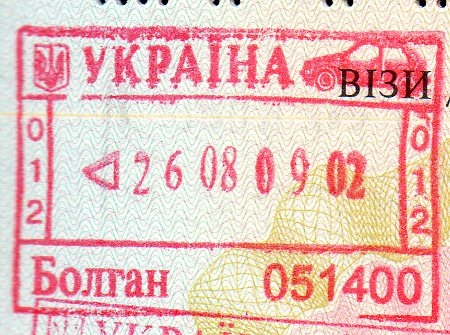
Штамп міжнародного пункту пропуску «Болган»
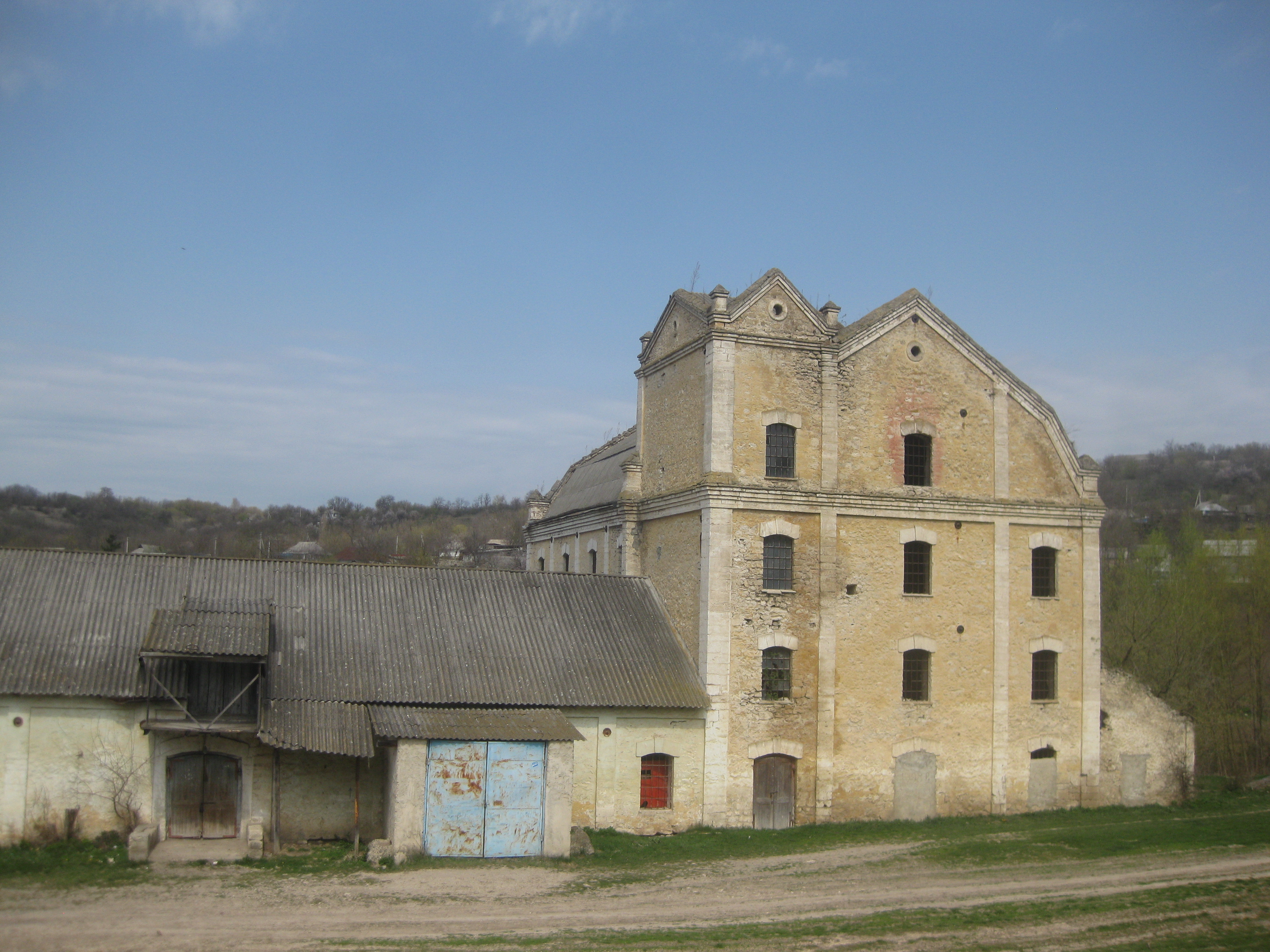
Млин
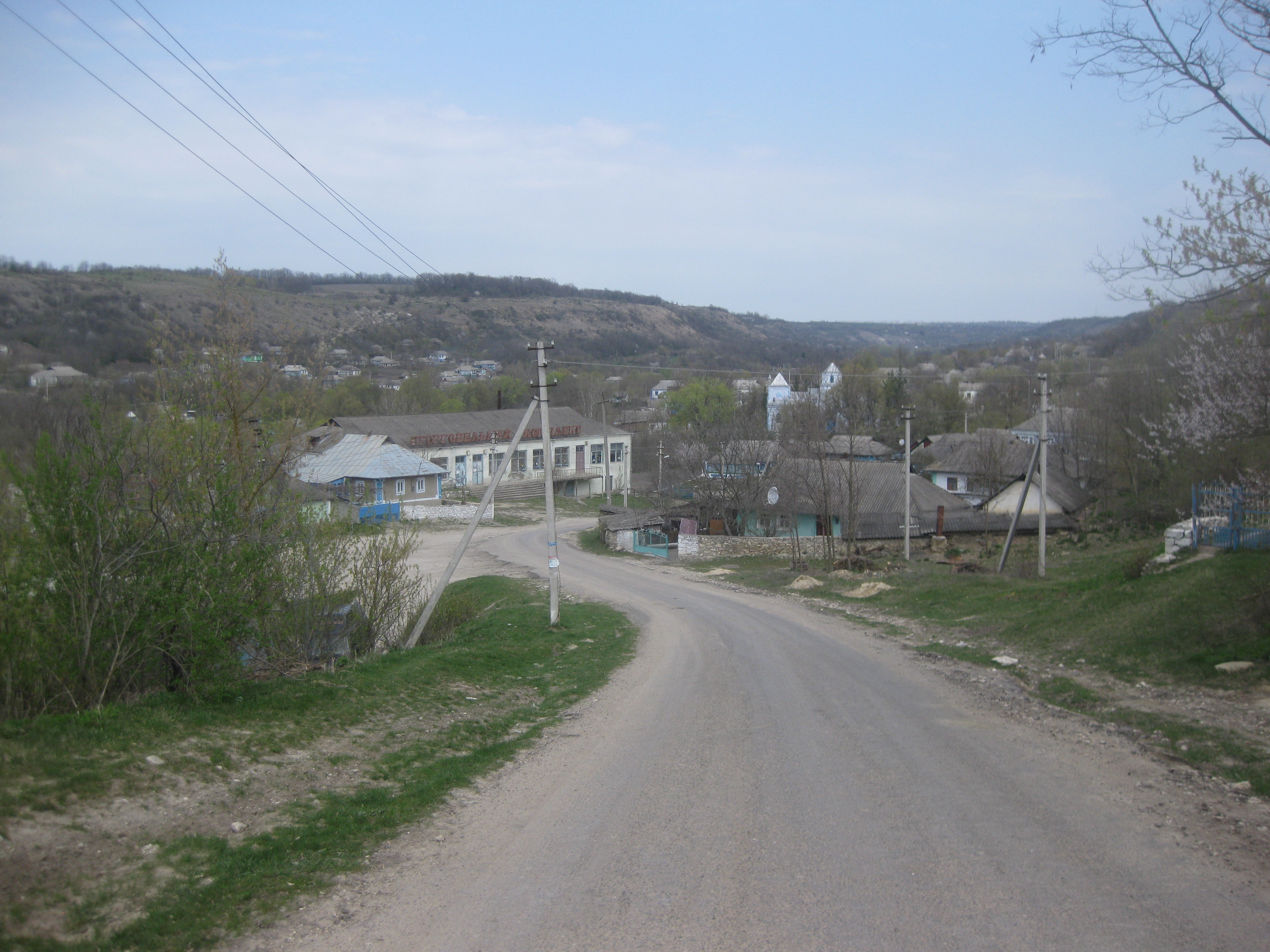
Село з пагорбів
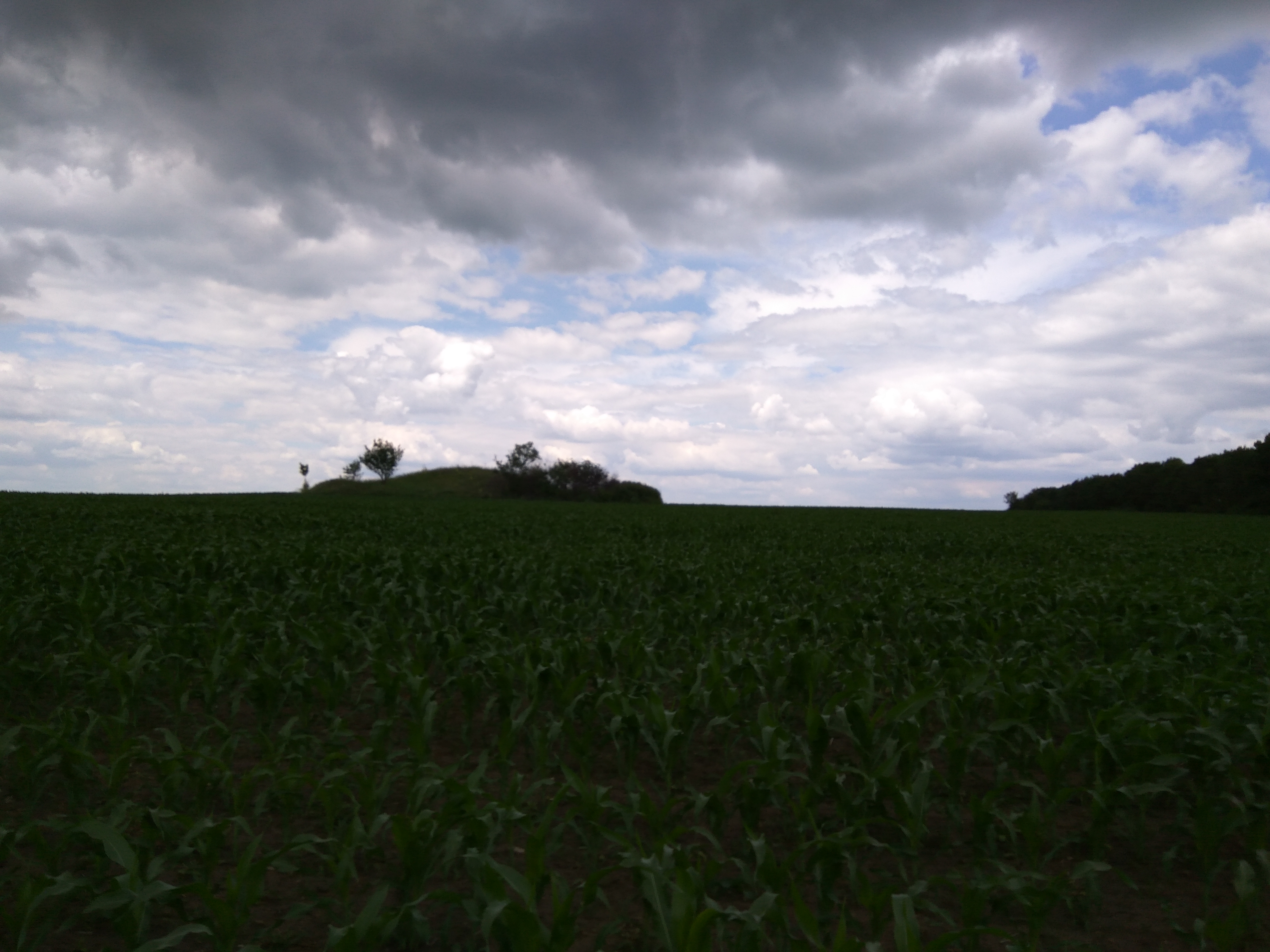
Кургани кочовиків